# Galerie Abriss
Galerie Abriss, auch Abriss Galerie, war eine Galerie in Hamburg.

## Geschichte
Die Galerie wurde 1986 als ein Non-Profit-Ausstellungsraum für experimentelle Künstler gegründet und existierte bis Ende 1992. Sie erhielt ihren Namen von ihrer Lage auf der damals besetzten und zum Abriss vorgesehenen Hamburger Hafenstraße. Auf fünf Ebenen bis hinunter in ein ausgedehntes Gewölbe gab es in interdisziplinärer Zusammenarbeit diverse Ausstellungen, Konzerte und Performances. Sie wurde als unkommerzielles Projekt, als Raum für experimentelle Kunstformen betrieben von Jörg Menzel (Technik) und dem Maler Pittjes Hitschfeld (künstlerische Leitung) und bot Freiraum für ein Crossover aller Kunstformen vom Trash, Pop und Dada bis zur Hochkultur. Die Galerie Abriss war in Hamburg Ende der 1980er Jahre die Hamburger Underground-Galerie schlechthin. Das lag auch an der unmittelbaren Nachbarschaft zu den damals besetzten Hafenstraßenhäusern in der Bernhard-Nocht-Straße, aber ganz besonders auch an der Besonderheit der Galerie mit ihrem Anti-Establishment-Ansatz bei gleichzeitigem hohem künstlerischem Niveau.
In der damals noch grenzüberschreitenden Zusammenarbeit mit Gerd Harry Lybke und dessen Leipziger Galerie „Eigen+Art“ konnten ostdeutsche Künstler ihre Arbeiten, zum Teil illegal, im Westen ausstellen. Pittjes Hitschfeld arbeitet heute als Maler in einem Atelier im Hamburger Gängeviertel.
Die Galerie zeigte unter anderem Werke von Zoyt, Via Lewandowsky, The Sisters of Mercy (Record Launch), Annette Schröter, Erasmus Schröter, Gerd Stange, Miss Nico, H Schlagen, Carola Göllner und Christian Großkopf, Matthias Taube, Rolf Bergmeier, Thomas Kummerow, Armin Völckers, Krista Beinstein und Harald Vogel.

## Ausstellungen (Auswahl)
- Die Zeit macht nicht nur Müll 1989[6]